# Porco de Raça
Porco de Raça é um livro publicado em 2022 que tem autoria de Bruno Ribeiro. A obra foi vencedora do 1° Prêmio Machado Darkside Books em 2021 e finalista do Prêmio Jabuti em 2022, na categoria de "Romance de Entretenimento". A obra evoca reflexões sobre o racismo ao explorar a vulgarização da violência, que é tratada como entretenimento pela sociedade.

## Enredo
Porco de Raça é uma narrativa distópica repleta de horror. O livro acompanha um professor negro, falido e miserável que é capturado e passa a integrar uma rede de lutas ilegais para o entretenimento da alta sociedade mascarado como um porco. Passa a ser chamado de Porco Sucio. A narrativa apresenta a relação conturbada dele com o irmão, um político paraíbano que, em uma postura oposta à do protagonista, se molda à realidade imposta e emula a cultura branca. Dessa forma, o autor explora o racismo estrutural e as possibilidades de ação dos homens negros submetidos a esta realidade.

### Aspectos centrais
Com uma narrativa que parte do sumiço de um homem negro, fenômeno comum dos notíciários brasileiros, Porco de Raça reflete sobre a  espetacularização e dessensibilização da sociedade diante da violência praticada contra um tipo de corpo específico. Através da denúncia social, frequente nas narrativas contemporâneas de horror (chamada, por muitos, de pós-horror), e frequentemente associadas às produções cinematográficas, o autor combina elementos próprios do gênero com pautas latentes, como a histórica bestialização do homem negro.
Além da relação com a produção artística da atualidade, é possível encontrar no livro conexões com autores clássicos da literatura brasileira. Tais alusões são diretas, como aquela feita na epígrafe (e através de poesias inseridas ao longo da história), onde encontram-se versos do autor simbolista, filho de pais alforriados, Cruz e Souza; e indiretas, como à obra Esaú e Jacó, de Machado de Assis, que traz a história de irmãos com ideologias opostas e visões de mundo divergentes.

Ainda sobre a epígrafe de Cruz e Souza, há uma relação direta com o nome do livro:
| “                                              | Porco lúgubre, lúbrico, trevoso Do tábido pecado, Fuçando colossal, formidoloso Nos lodos do passado. | ” |
| — Cruz e Souza, Porco de Raça (Darkside Books) | |   |

A relação que o autor estabelece com a literatura enfatiza o aspecto literário, e não panfletário, do texto. Tal característica é fundamental para Ribeiro, que acredita que a narrativa deve evocar as questões sociais, e não o oposto. Nesse sentido, o escritor fortalece a literalidade do texto ao não adotar uma escrita objetiva. Ele aproxima sua escrita de uma narrativa onírica, com eclipses e digressões, muitas vezes beirando o Nonsense.

Apesar de publicado em 2022, como decorrência da vitória do autor no 1° Prêmio Machado Darkside Books, o livro começou a ser escrito em 2014 e passou por um processo de pesquisa, escrita e reescrita ao longo de anos, sendo finalizado em 2020 como quarto romance do escritor. A violência presente na narrativa, bem como a crítica às desigualdades sociais,  e ao racismo, são temas encontrados também em suas outras obras. Segundo Bruno Ribeiro, o autor,
| “                | Porco de Raça é um livro que tomou um tempo imenso da minha vida, tanto pra escrever quanto para quem vai ler também. Pois está falando do racismo de uma forma muito crua, mas eu acredito que é a única forma de falar desse tema. | ” |
| — Bruno Ribeiro, | |   |

## Prêmio e reconhecimento
- 2022 - Finalista na categoria de "Romance de Entretenimento" do Prêmio Jabuti em 2022.[2]
- 2021 - 1° Prêmio Machado Darkside Books.[11]